# Prieuré de Norton
Le prieuré de Norton est un site historique situé à Norton, dans la ville de Runcorn,  dans le Cheshire, au Royaume-Uni, comprenant les ruines d'une abbaye datant du XIIe siècle et une maison de maître du XVIIIe siècle qui fait aujourd'hui office de musée. Le site a été inscrit aux Monuments classés britanniques de niveau I par l'English Heritage, un organisme public assurant la gestion des monuments historiques en Angleterre.